# شنبه، یکشنبه و جمعه
شنبه، یکشنبه و جمعه (ایتالیایی: Sabato, domenica e venerdì) یک فیلم کمدی چند قسمتی ایتالیایی به کارگردانی کاستلانو و پیپولو، پاسکواله فستا کامپانیله و سرجو مارتینو است که در سال ۱۹۷۹ منتشر شد.

## بازیگران

### اپیزود «شنبه»
- آدریانو چلنتانو
- لینو بانفی
- میکله پلاچیدو
- ادویژ فنش
- میلنا ووکوتیک
- لری دل سانتو
- دانیله وارگاس
- جینو پانیانی
- سالواتوره باکارو
- نلو پاتزافینی
  - کارگردان: سرجو مارتینو

### اپیزود «یک‌شنبه»
- باربارا بوشه
- میکله پلاچیدو
- مانوئل سارسو
  - کارگردان: پاسکواله فستا کامپانیله

### اپیزود «جمعه»
- آدریانو چلنتانو
- سال بورجسه
- فرانکو دیوجنه
- الیو کرووتو
  - کارگردان:کاستلانو و پیپولو